# Pedro Pineda (lexicógrafo)
Pedro Pineda (c.1700-1762) fue un cervantista, gramático y lexicógrafo inglés de la primera mitad del siglo XVIII.

## Biografía
De origen sefardí, vivió en Londres entregado a la enseñanza de la lengua española y declaró en el prólogo a su edición de Los diez libros de Fortuna de Amor de Antonio de Lofraso haber sido el responsable de depurar el texto para la famosa edición lujosa de Don Quijote en español de Londres, 1738, considerada la primera edición moderna, y acompañada de la primera biografía, del ilustrado español Gregorio Mayáns y Siscar. Editó además las también cervantinas Novelas ejemplares, varias novelas pastoriles y la República literaria de Diego de Saavedra Fajardo.
En su Nuevo diccionario español e inglés e inglés y español / A new dictionary, Spanish and English and English and Spanish, Londres, 1740, utilizó por primera vez un diccionario monolingüe como base de la parte inglés-español (en los diccionarios precedentes apenas superaba la condición de apéndice), introdujo el registro hablado y un mayor orden en las definiciones. Como en el Nuevo diccionario y en otras obras había definiciones injuriosas para la Iglesia católica, a la manera de otro subjetivo lexicógrafo, Samuel Johnson, un edicto en Mallorca (1756) prohibió el Diccionario y su Fácil y corto método... en España. Méritos semejantes reúne su Corta y compendiosa arte para aprender a hablar, leer y escrivir la lengua española, 1726, primer intento serio de acercar a la lengua española a los ingleses y de cierto interés filológico.

## Obra
- Corta y compendiosa arte para aprender a hablar, leer y escrivir la lengua española, Londres, 1726.
- A new dictionary, Spanish and English and English and Spanish, Londres, 1740.
- Ed. de Gaspar Gil Polo, Los Cinco Libros de la Diana Enamorada, Londres, 1739.
- Ed. y corrección del texto de Vida y Hechos del Ingenioso Cavallero Don Quixote de la Mancha, Londres, 1738.
- Ed. de Miguel de Cervantes, Nouelas Exemplares. La Haya, 1739, 2 vols. ilustrada.
- Ed. de Diego Saavedra Fajardo, República Literaria. Obra póstuma. (Prefacio de D. Gregorio Mayans i Siscar.), Barcelona, ¿1735?
- Ed. de Antonio de Lo Fraso, Los diez libros de Fortuna de Amor; donde hallaran los honestos, y apazibles amores del Pastor Frexano, y de la hermosa Pastora Fortuna, con mucha variedad de invenciones poeticas historiadas. Y la sabrosa Historia de Don Floricio, y de la Pastora Argentina, y una invención de justas reales, y tres Triumphos de damas. Londres, 1740, 2 vols.
- Fácil y corto método o Introducción para aprender los rudimentos de la lengua castellana, 1750.
- Synopsis de la Genealogia de la antiquissima y nobilissima Familia Brigantina o Douglas, etc-A Synopsis of the Genealogy of the Brigantes, etc.. Londres, 1754.